# 周福明
周福明（1935年—2022年4月4日），江苏省邗江县人。毛泽东理发师，被人民網認為是毛澤東身邊最後的衛士。

## 生平
1959年12月26日，毛泽东在杭州期间，周福明第一次为毛泽东理发，随后他擔任毛泽东的理发员、卫士。1976年9月毛泽东逝世后，周福明來到中央办公厅警卫局办公室工作，後來又負責毛泽东故居管理工作。2022年4月4日晚因病在北京去世。